# Marie-Louise Tardif
Pour les articles homonymes, voir Tardif.
Marie-Louise Tardif, née à Sainte-Anne-de-la-Pocatière, est une femme politique québécoise, élue députée à l'Assemblée nationale du Québec de la circonscription de Laviolette–Saint-Maurice aux élections générales québécoises de 2018 sous la bannière de la Coalition avenir Québec.

## Carrière politique

### Premier mandat (2018-2022)
Née à Sainte-Anne-de-la-Pocatière et mère de trois enfants, Marie-Louise Tardif est candidate à un poste de conseillère municipale lors des élections municipales de 2009 dans la ville de Shawinigan. Elle recueille 29 % des voix, derrière Pierre Giguère et Donald Drouin.
Aux élections générales québécoises de 2018, elle est élue députée à l'Assemblée nationale du Québec dans la circonscription de Laviolette–Saint-Maurice en tant que membre de la Coalition avenir Québec,.
Après son élection, Marie-Louise Tardif reste employée par l'organisme para-municipal sans but lucratif « Parc de l'Île Melville Shawinigan inc. » jusqu'au 31 décembre 2018, motif du dépôt d'une plainte par le Parti libéral du Québec le 27 novembre 2018. La plainte concerne aussi certains meubles, propriétés de l'Assemblée nationale et utilisés par l'ancienne députée Julie Boulet, qui auraient été entreposés gratuitement au parc de l'Île-Melville. Le lendemain, Marie-Louise Tardif confirme avoir remis sa démission du parc de l'île Melville. Le 4 décembre, elle confirme avoir donné les meubles au centre Roland-Bertrand.
Elle est membre de la Commission de l'agriculture, des pêcheries, de l'énergie et des ressources naturelles ainsi que de la Commission des transports et de l'environnement depuis le 30 novembre 2018.

### Deuxième mandat et enquête criminelle (octobre 2022-)
Marie-Louise Tardif est réélue lors des élections du 3 octobre 2022.
Vers la fin février 2023, une ex-attachée politique déposera une plainte pour de présumées menaces pour les événements survenus lors d'un procès intenté par son ancien directeur de bureau de comté. Selon la plaignante, Tardif lui aurait dit qu'elle allait la faire arrêter par la Sûreté du Québec et salir sa réputation. La Coalition avenir Québec n'exclut pas d'exclure la députée de son caucus. Le 7 mars 2023, elle se retire temporairement du caucus caquiste. Lorsque le Directeur des poursuites criminelles et pénales décide de ne pas donner suite aux allégations portées contre elle, elle est réintégrée au sein du caucus caquiste.

## Résultats électoraux
|                                                                                             | Nom                            | Parti                  | Nombre de voix | %      | Maj.   |
| ------------------------------------------------------------------------------------------- | ------------------------------ | ---------------------- | -------------- | ------ | ------ |
|                                                                                             | Marie-Louise Tardif (sortante) | Coalition avenir       | 19 418         | 51,7 % | 13 131 |
|                                                                                             | Pierre-David Tremblay          | Conservateur           | 6 287          | 16,7 % | -      |
|                                                                                             | Pascal Bastarache              | Parti québécois        | 6 010          | 16 %   | -      |
|                                                                                             | France Lavigne                 | Québec solidaire       | 3 568          | 9,5 %  | -      |
|                                                                                             | Kévin Nzoula-Mendome           | Libéral                | 1 875          | 5 %    | -      |
|                                                                                             | Jean-Patrick Berthiaume        | Indépendant            | 137            | 0,4 %  | -      |
|                                                                                             | Raoul Parent                   | L'union fait la force  | 126            | 0,3 %  | -      |
|                                                                                             | Josée St-Georges               | Famille et communautés | 122            | 0,3 %  | -      |
| Total                                                                                       | Total                          | Total                  | 37 543         | 100 %  |        |
| Le taux de participation lors de l'élection était de 64 % et 497 bulletins ont été rejetés. |                                |                        |                |        |        |

|                                                                                               | Nom                      | Parti               | Nombre de voix | %      | Maj.  |
| --------------------------------------------------------------------------------------------- | ------------------------ | ------------------- | -------------- | ------ | ----- |
|                                                                                               | Marie-Louise Tardif      | Coalition avenir    | 16 260         | 45,4 % | 8 820 |
|                                                                                               | Pierre Giguère (sortant) | Libéral             | 7 440          | 20,8 % | -     |
|                                                                                               | Jacynthe Bruneau         | Parti québécois     | 5 611          | 15,7 % | -     |
|                                                                                               | Christine Cardin         | Québec solidaire    | 5 414          | 15,1 % | -     |
|                                                                                               | Ugo Hamel                | Conservateur        | 639            | 1,8 %  | -     |
|                                                                                               | Jacques Gosselin         | Citoyens au pouvoir | 444            | 1,2 %  | -     |
| Total                                                                                         | Total                    | Total               | 35 808         | 100 %  |       |
| Le taux de participation lors de l'élection était de 63,8 % et 888 bulletins ont été rejetés. |                          |                     |                |        |       |